# Агасян, Левон
Левон Агасян (арм. Լեւոն Աղասյան; род. 19 января 1995, Капан) — армянский легкоатлет, специалист по тройным прыжкам. Выступает за сборную Армении по лёгкой атлетике с 2011 года, чемпион Европы среди юниоров, победитель и призёр первенств национального значения, участник летних Олимпийских игр в Рио-де-Жанейро.

## Биография
Левон Агасян родился 19 января 1995 года в городе Капан Сюникской области.
Впервые заявил о себе в лёгкой атлетике на международном уровне в сезоне 2011 года, когда вошёл в состав армянской национальной сборной и выступил в тройном прыжке на нескольких крупных международных турнирах, в том числе стал шестым на юношеском мировом первенстве в Лилле и четвёртым на Европейском юношеском олимпийском фестивале в Трабзоне.
В 2012 году стартовал на юниорском мировом первенстве в Барселоне, но провалил все три попытки в своей дисциплине.
В 2013 году одержал победу в тройном прыжке на юниорском европейском первенстве в Риети.
В 2014 году был пятым на юниорском мировом первенстве в Юджине.
В 2015 году выступил на чемпионате Европы в помещении в Праге, занял восьмое место на молодёжном европейском первенстве в Таллине.
В 2016 году отметился выступлением на чемпионате Европы в Амстердаме. Выполнив олимпийский квалификационный норматив, удостоился права защищать честь страны на летних Олимпийских играх в Рио-де-Жанейро — на предварительном квалификационном этапе тройного прыжка показал результат 15,54 метра и в финал не вышел.
После Олимпиады в Рио Агасян остался в составе легкоатлетической команды Армении и продолжил принимать участие в крупнейших международных стартах. Так, в 2017 году он выступил на чемпионате Европы в помещении в Белграде, на молодёжном европейском первенстве в Быдгоще и на Играх франкофонов в Абиджане.
В 2018 году участвовал в чемпионате Европы в Берлине.
В 2019 году стартовал на чемпионате Европы в помещении в Глазго и на чемпионате мира в Дохе, закрыл десятку сильнейших на летней Универсиаде в Неаполе.